# Rudolf von Reina
Rudolf Graf von Reina (* 23. Oktober 1842 in Florenz; † 16. Februar 1921 in Dessau) war ein preußischer Hauptmann und Abgeordneter des anhaltinischen Landtages.

## Leben

### Herkunft und Familie
Rudolf war das sechste Kind des Prinzen Georg von Anhalt-Dessau (1796–1865) und dessen zweiten Ehefrau Therese, geborene von Erdmannsdorf (1807–1848), Tochter des Alexander Ferdinand von Erdmannsdorff und der Johanna von Wollkopf.  Sie wurde anlässlich ihrer morganatischen Eheschließung am 4. Oktober 1831 als „Gräfin von Reina“ in den anhaltinischen Grafenstand erhoben wurde. Rudolfs Bruder war Franz von Reina, Träger des Großkreuzes des Hausorden Albrechts des Bären. Er heiratete am 30. September 1882 in Dessau Marie Paris (1857–1932), Tochter des preußischen Generalmajors Friedrich August Paris. Die Ehe blieb kinderlos.

### Karriere
Reina trat am 15. November 1863 als Sekondeleutnant in das Herzoglich Anhaltinische Füsilier-Bataillon ein, nahm aber bereits am 30. September 1865 seinen Abschied, um in die Preußische Armee überzutreten. Er wurde mit seinem Dienstgrad unter Stellung à la suite im 4. Garde-Grenadier-Regiment „Königin“ angestellt und Anfang Juni 1866 einrangiert. Im folgenden Krieg gegen Österreich nahm Reina an den Schlachten bei Trautenau und Königgrätz teil. Nach dem Krieg war Reina von Dezember 1867 bis Juni 1868 zum 2. Westfälischen Husaren-Regiment Nr. 11 kommandiert und nahm am 8. April 1869 seinen Abschied mit Pension.
Anlässlich des Krieges gegen Frankreich trat Reina für die Dauer der Mobilmachung vom 24. Juli 1870 bis zum 10. Mai 1871 zur Dienstleistung wieder in das Regiment ein, nahm an den Kämpfen bei St. Privat, Beaumont und Sedan, der Belagerung von Paris sowie der Erstürmung von Le Bourget teil und erhielt für sein Wirken das Eiserne Kreuz II. Klasse.
Am 22. August 1871 trat Reina ein weiteres Mal in die Preußische Armee ein, wurde im 1. Hessischen Infanterie-Regiment Nr. 81 angestellt und avancierte am 25. Mai 1875 mit Patent vom 15. Mai 1875 zum Premierleutnant. Nachdem man ihn Mitte Oktober seinem Regiment aggregiert hatte, wurde er am 21. Juli 1876 in das 2. Nassauische Infanterie-Regiment Nr. 88 nach Mainz versetzt. Unter Verleihung des Charakters als Hauptmann wurde ihm am 14. Dezember 1878 mit Pension und der Bewilligung zum Tragen der Regimentsuniform der Abschied aus dem Militärdienst bewilligt.
In Dessau wirkte Reina als Vorstandsmitglied des Vereins für Anhaltische Geschichte und Altertumskunde. 1878 wurde er durch Herzog Friedrich I. zum Abgeordneten im anhaltinischen Landtag ernannt und in dieser Eigenschaft 1880 mit dem Kommandeurzeichen I. Klasse des Hausordens Albrechts des Bären ausgezeichnet. Seine Abgeordnetentätigkeit legte er 1883 nieder.
1912 wurde sein Vermögen mit 2 bis 3 Millionen Mark angegeben.